# 大和寄居蟹
大和寄居蟹（学名：Pagurus japonicus），又名日本寄居蟹，为寄居蟹科寄居蟹屬下的一个种。